# John Francis Donaldson, Baron Donaldson of Lymington
John Francis Donaldson, Baron Donaldson of Lymington, PC, (* 6. Oktober 1920; † 31. August 2005) war ein englischer Richter und von 1982 bis 1992 Master of the Rolls. Er führte unter anderem den Vorsitz bei den umstrittenen Prozessen gegen die Guildford Four und die Maguire Seven. 

## Karriere als Richter
Donaldson wurde nach erfolgreichem Studium 1946 als Anwalt zugelassen und arbeitete in verschiedenen Sozietäten vor allem zu den Schwerpunkten Schadenersatzrecht und Wirtschaftsrecht. 1961 wurde er zum Kronanwalt ernannt und wurde bereits 1966 als bis dahin jüngstes Mitglied überhaupt Richter am High Court of Justice und wurde zum Knight Bachelor geschlagen. Zwischenzeitlich war Donaldson erster Präsident des National Industrial Relations Court (NIRC), einem nationalen Gericht für Arbeitsrecht. 
Im Jahre 1979 wurde Donaldson Lord Justice of Appeal, also Lordrichter am Court of Appeal, und damit automatisch Mitglied des Privy Councils. Drei Jahre später, 1982, wurde er zum Master of the Rolls ernannt und blieb dies bis zu seinem Wechsel in den Ruhestand im Jahre 1992. 
1988 wurde er mit dem Titel Baron Donaldson of Lymington, of Lymington in the County of Hampshire, zum Life Peer erhoben.

## Kritik
John Donaldson wurde insbesondere für seine Rolle in den Prozessen gegen die Guildford Four im Jahre 1975 und die Maguire Seven im Jahre 1976 kritisiert. Donaldson hatte nach Ansicht von Prozessbeobachtern die Mitglieder der Jury nur unzureichend auf Unstimmigkeiten der vorliegenden Beweise und Aussagen hingewiesen und somit zu einem der größten Justizirrtümer der britischen Rechtsgeschichte beigetragen.
Ferner bezichtigte er im Jahre 1991 den damaligen britischen Innenminister Kenneth Baker der Missachtung des Gerichts, weil das Innenministerium trotz laufenden Prozesses die Abschiebung eines Zairers vollzog.